# Vredespark (tramhalte)
Vredespark is een voormalige tramhalte die deel uitmaakte van het Antwerpse tramnetwerk. De halte van tramlijn 3 was gelegen in het centrum van Zwijndrecht en werd samen met de rest van de lijn geopend in 2002. Om oponthoud te voorkomen in het centrum maakt de tramlijn komende uit Antwerpen een bocht van zijn straattraject naar een korte vrije trambaan door het Vredespark. De tramhalte lag daarbij net aan het begin van de vrije trambaan. 300 meter verder lag aan het andere eind van de vrije trambaan al de volgende halte Dorp waar de tram weer overgaat op een straattraject. Ook richting Antwerpen ligt op slechts 200 à 400 meter (afhankelijk van de rijrichting) de volgende halte Van Goey.

## Afschaffing
In 2017 werden voor het eerst gekoppelde Hermelijntrams met een lengte van 60 meter getest op lijn 3. Omdat deze langer waren dan de perrons van de verschillende tramhaltes in Zwijndrecht moesten de tramhaltes verlengd worden, wat bij de 35 meter lange halte Vredespark eerst gebeurde met een tijdelijke houten constructie. De nabijgelegen halte Dorp daarentegen had geen ruimte om uit te breiden, daar deze aan beide kanten van de halte een weg kruiste. Als oplossing daarvoor werd een nieuwe langere tramhalte Dorp gebouwd in het Vredespark achter de kerk aan de andere zijde van de gekruiste weg. Daardoor zou de halte Dorp op slechts 200 meter van de halte Vredespark komen, die op zijn beurt ook al op slechts 200 à 400 meter van de volgende tramhalte af lag. Omdat de halteafstanden zo te kort zouden worden is de halte Vredespark opgeheven op 27 augustus 2018, de dag dat de nieuwe halte Dorp gereed kwam.